# 헨리케 2세

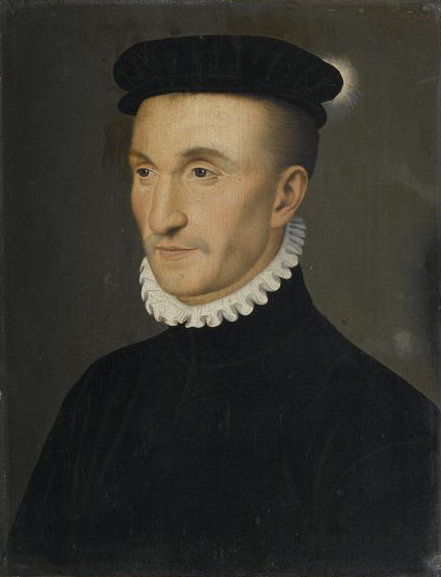
헨리케 2세

헨리케 2세 아 나파로아코아(바스크어: Henrike II.a Nafarroakoa) 혹은 앙리 달브레(프랑스어: Henri d'Albret) 혹은 앙리 1세 드 푸아(프랑스어: Henri I de Foix)는 나바라 왕국의 왕이자 알브레의 영주, 푸아 백작이다.